# Tulisaari (ö i Kannonjärvi)
Tulisaari är en ö i Kannonjärvisjön i Finland. Den ligger i sjön Kannonselkä och i kommunen Kannonkoski i den ekonomiska regionen  Saarijärvi-Viitasaari och landskapet Mellersta Finland, i den centrala delen av landet, 300 km norr om huvudstaden Helsingfors. Öns area är 0,1 hektar och dess största längd är 50 meter i nord-sydlig riktning.